# Фракција црвене армије
Фракција Црвене армије (RAF) такође позната и као Бадер-Мајнхоф група је била једна од најутицајнијих левичарских, западно-немачких милитантних организација. Деловали су као урбана герила од 1970. до 1993. (званично 1998).

## Настанак
Све је започело на студентским протестима касних 1960-их када је током нереда смртно рањен демонстрант кога је убила тадашња западнонемачка полиција. Такође и за време каснијих демонстрација против рата у Вијетнаму немачка полиција је била веома брутална. Вођа протеста је убијен. Све је то кулминирало подметањем пожара у неколико полицијских станица за шта је одговорна група: Торвалд Прол, Хорст Зенлајн, Гудрун Енслин и Андреас Бадер који су убрзо ухапшени. 
У Немачкој је 1960. дошло до екстремне реакције на нацистичку прошлост. Млади Немци су се питали зашто је генерација њихових родитеља учествовала у грозотама нацизма. Када су схватили да су многи бивши нацисти и даље део система и полиције која напада њихове демонстрације, понекад и са убилачком силом, многи су изгубили сваку веру у демократски потенцијал политичког поретка и окренули се оружаној борби да га збаце. 
Године 1968. Андреас Бадер и његова девојка Гудрун Енслин су подметнули пожар и до темеља спалили велику робну кућу у Франкфурту. На зиду оближње зграде су оставили графит: „Боље спаљивати робне куће него куповати у њима“. Брзо су их пронашли и ухапсили. У затвору је остао до маја 1970. када је на спектакуларан начин побегао уз помоћ познате новинарке Улрике Мајнхоф. Новинарка Улрике Мајнхоф је у то време писала у позитивном светлу о студентским протестима и критичке чланке о понашању полиције, ширећи бунт. Једном је рекла: „Ако запалите један аутомобил то је кривично дело, а ако запалите на стотине аутомобила то је политички активизам“. Или: „Полицајци су свиње. Заправо, они су гори од свиња. Убијање полицајаца је неопходно у циљу ослобођења. Човек постаје другачији када навуче униформу. Чим је у униформи, човек постаје легитимна мета револуционара.“ Мајнхофова је убедила стражаре да пусте Бадера у библиотеку да би га она интервјуисала. Тамо су стражаре дочекали наоружани левичари који су ослободили Бадера. Улрике Мајнхоф је постала једна од водећих личности овог покрета, напустила удобни јавни живот и прешла у илегалу и оружану борбу. Тако је настао РАФ.

## Деловање
До краја 1970. године РАФ је опљачкао три банке у Берлину. Украденим новцем су преко источног Берлина стигли до Јорданске пустиње где су похађали војну обуку у кампу Ал-Фатаха. Купили су оружје за даље акције и почела је њихова дугорочна сарадња са палестинским борцима. 
Током 1971. године пљачкали су банке широм Немачке, тј. вршили „експропријацију капитала“, како су то они називали. Улрике Мајнхоф је написала њихов званични манифест на којем се први пут појавио њихов лого: црвена петокрака, преко ње калашњиков и натпис РАФ. Касније је АК-47 замењен аутоматским пиштољем хеклером, омиљеним алатом групе. Место злочина напуштали су увек у „БМВ“ аутомобилима, а користили су искључиво ова кола јер су била лака за обијање, лако су се палила „на жице“ и била су веома брза. Тих година у Немачкој се говорило да „БМВ“ заправо значи Бадер-Мајнхоф Ваген.
Немачким властима је нарочито тешко падало то што је много младих људи широм земље одобравало оно што је РАФ чинио. Тадашње новинарске анкете показале су да би сваки трећи омладинац у Немачкој пружио уточиште РАФ-овцима у бекству. Акције РАФ-а инспирисали су појављивање других оружаних формација: „2. јун“ и „Револуционарне ћелије“ почеле су са нападима на банке, полицију и власништво капиталиста. „2. јун“ је у сарадњи са организацијом ИРА подметнуо бомбу у британски јахт-клуб. Целу Немачку је тресла грозница црвеног насиља. Тадашњи министар унутрашњих послова Ханс-Дитрих Геншер је формирао специјалне секције полиције које су се бавиле искључиво овом појавом.

## Хапшења
Средином 1972. године специјална полиција је сазнала за потенцијално скровиште РАФ-а у Франкфурту. Извршили су препад у просторији, нису пронашли људе, али су пронашли огромне количине експлозива. Полиција је испразнила кутије експлозива и озвучила цео простор не одајући да зна за њега. Затим су радници Градског зеленила наводно садили траву у околини, а заправо су постављали вреће са песком, очекујући велики оружани окршај са РАФ-ом. 1. јуна, у украденом најновијем моделу „Поршеа“, стигли су Андреас Бадер и Холгер Мајнс. Пружили су отпор пуцајући на полицајце из скровишта. Снајпер је ранио Бадера у ногу. Мајнс је приморан да се скине до голе коже и изађе са рукама на темену. Обојица су ухапшени. Сутрадан је ухапшена и Гудрун Енслин, и то у једном бутику у Хамбургу. Продавац је позвао полицију јер је у њеној јакни, коју је оставила док је пробала блузу, приметио револвер. Две недеље касније ухапшена је и Улрике Мајнхоф. Био је то крај деловања тзв. прве генерације РАФ-а. 

## Друга генерација
Од слободних чланова и нових симпатизера формирана је друга генерација која је извела многе терористичке акције (напад на амбасаду у Стокхолму, отмице авиона, напади на правосудне органе) углавном у циљу ослобађања чланова прве генерације из затвора. А постојале су и трећа, четврта па и пета генерација РАФ-оваца. 
Припадници РАФ-а су били посебно третирани и изоловани у затвору да би им тек после јавних штрајкова глађу и протеста били омогућени прихватљиви услови. 9. маја 1976. Улрике Мајнхоф је пронађена мртва у својој ћелији. Извршила је самоубиство вешањем, под веома сумњивим околностима.
30. јула 1977. Јирген Понто, власник Дрезднер банке је убијен на вратима куће у покушају киднаповања.
5. септембар 1977. Ханс Мартин Шлејер, бивши официр СС трупа и један најмоћнијих индустријалаца у Западној Немачкој је киднапован. Његов возач је тог дана нагло закочио кад су испред њега излетела колица са бебом. Полицијски ауто који је био у пратњи није се могао зауставити и слупао се у Шлејеров аутомобил. Пет маскираних нападача одмах су убили полицајце и киднаповали Шлејера. У писму са захтевима које је послато влади је наведено ослобађање свих 11 припадника организације. У Бону је организован кризни штаб чији је вођа био канцелар Хелмут Шмит. Његов план је био да одуговлачи док се не сазна позиција талаца. Месец дана се ништа није догађало. Примљена је зачуђујућа информација - отет је авион који је летео ка Фракфурту од стране четворице муслиманских отмичара који су поставили исте захтеве као и РАФ плус 15 милиона америчких долара и ослобађање два Палестинца. Авион је најпре преусмерен у Италију, а затим и према Кипру, Бахреину и Дубаију, да би на крају слетео у Могадиш. Тамо су отмичари убили пилота, да би након тога рискантном акцијом немачке тајне службе три отмичара убијена, а нико од талаца није повређен. 
Пола сата касније пошто је на радију објављена вест о неуспеху отмице авиона у својим ћелијама су нађени мртви Бадер и Енслин. Званично је објављено да се ради о самоубиствима мада је код многих изазвао сумњу начин на који је Бадер наводно извршио самоубиство. Наиме он је устрељен пиштољем у главу иако је то био строго чуван затвор где је пиштољ скоро немогуће било прокријумчарити. Следећег дана је РАФ објавио информацију о егзекуцији Шлејера.

## Распуштање
РАФ је наставио са деловањем и касније али због слома комунизма њихов утицај је постао занемарљив. Њихова последња велика акција била је подметање огромне бомбе и рушење зидова женског затвора у Виетерштаду 1993. Потпуно су се разишли тек 1998. када је послато и званично саопштење „Ројтерсу“.
РАФ је остала упамћена по великој подршци становништва (нарочито омладине) иако је користила насилне методе да би остварила своје циљеве.

## Занимљивости
- Док су се у Јордану обучавале код терориста Ал-Фатаха, у тренуцима предаха црвено-армејке су се мало разоденуле и прилегле да се сунчају на крову хотела. Људи из Ал-Фатаха, од којих већина никада није ни видела голу жену, наредили су им да се одмах обуку. Бадер је изјавио да револуција и еманципација иду руку под руку. „Јебање и пуцање је једно те исто!“, рекао је. На то су му одговорили да ће им одсећи главе ако се не обуку.

- Улрике Мајнхоф је поштом послала минобацач из Берлина у Хамбург. Није добро написала адресу на пакету па је пошиљка завршила у одељењу изгубљено-нађено. Рафовци су морали да проваљују у пошту да покупе оружје.

- Андреас Бадер је написао и штампао памфлет „Како украсти мотоцикл“, који је делио по двориштима средњих школа у Немачкој. „Капиталистички систем никада ти неће дозволити да уживаш у привилегијама које имају богати. Мораћеш да се сам сналазиш. Отми од богатих!“ - писало је, између осталог, у памфлету.